# 버추얼텍
버추얼텍은 2000년에 코스닥에 상장된 소위 벤처1세대 기업이다.

## 역사
버추얼텍의 전신은 1994년 7월 세워진 (주)버추얼아이오시스템이다. 2000년 코스닥 시장에 상장하였으며 이후 페이퍼코리아 인수(2002.10), 연료전지발전사업 시작(2014.06)등의 사업을 하였다. 2019년에 버추얼텍은 사업구조 및 지배구조에서 큰폭의 변화를 보였다. 2019년 3월을 시작으로 기존 서지현 전 대표이사에서 현 김호선 대표이사로 변경되었으며 2019년 5월 김호선 대표이사는 최대주주가 되었다. 2019년 합병한 舊)비바워크의 사업부문인 휴대폰주변기기 제조 및 유통업이 주된 사업이 되었으며 기존 주된사업인 고지사업 등은 현재 정리상태이다. 2019년 5월 설립한 100% 종속회사 ㈜데브그루가 그해 10월 스노우피크와 업무제휴 계약을 체결하며 라이선스를 획득, 국내에 스노우피크어패럴을 전개한다.

## 실적
버추얼텍은 상장 이후 현재까지 흑자보다는 적자인 적이 많았다. 최근의 3개년 실적을 보면 매출은 연결기준으로 2017년 148억, 2018년 89억, 2019년 74억으로 지속적으로 감소했으며 당기순이익은 2017년 -30억, 2018년 -68억, 2019년 -59억으로 3개년 당기순손실을 기록하였다. 하지만 2019년 5월 김호선대표로 대표이사 변경되어 기존 부실사업들을 정리, 기존보다 나은 실적을 보여주었다 2020년 반기 실적을 보면 연결 매출은 62억에 당기순이익 -21억, 개별매출은 49억에 당기순이익 6억원을 기록하였다. 신규사업 진행으로 연결실적은 적자가 지속하였으나 버추얼텍 본업은 흑자로 턴어라운드하는 모습을 보였다. 향후 신규사업의 성공이 흑자전환의 중요한 요소로 보인다..
2014년에는 영업이익이 3억으로 흑자전환했지만, 모든 비용을 계산한 순이익은 -110억의 순손실로 큰 적자를 보았다. 적자폭은 매년 커지는 추세이다.

## 전망
2019년 5월 설립한 100% 종속회사 ㈜데브그루가 그해 10월 스노우피크와 업무제휴 계약을 체결하며 라이선스를 획득, 국내에 스노우피크어패럴을 전개한다. 2020년 2월 런칭을 시작으로 현재 국내 유명 백화점 50개 이상 매장을 오픈한 상태이다. 버추얼텍의 현재 최대주주 및 특수관계인의 지분율은 약 40%정도이다

## 같이 보기
- 사업다각화
- 벤처기업
- 잡주

## 참고 문헌
- [코스닥 벤처 생태계를 살리자] (上) 벤처 산실에 벤처 없다, 2010.09.29, 파이낸셜뉴스
- 아이디어로 말하는 ‘벤처 여장부’ ‘버추얼텍’의 서지현사장